# Telasco Segovia
Telasco José Segovia Pérez (Barquisimeto, 2 aprile 2003) è un calciatore venezuelano, centrocampista dell'Inter Miami e della nazionale venezuelana.

## Carriera

### Club
Il 10 agosto 2022 viene acquistato a titolo temporaneo dalla Sampdoria. Impiegato nella formazione primavera, esordisce in prima squadra il 4 giugno 2023 , entrando nel finale della partita in casa del Napoli, persa per 0-2. 
Svincolatosi al termine della stagione dal Deportivo Lara, si accorda nel settembre 2023 con il club portoghese del Casa Pia Atlético Clube, con il quale firma un contratto della durata di tre anni.

### Nazionale
Nel 2023 ha partecipato al campionato sudamericano Under-20.
Ha esordito con la nazionale maggiore venezuelana il 28 gennaio 2022, nella partita di qualificazione al Mondiale 2022 vinta per 4-1 contro la Bolivia, sostituendo all'85º minuto Darwin Machís.
Il 14 novembre 2024 realizza la sua prima rete con il Venezuela nel pareggio interno contro il Brasile (1-1).

## Statistiche

### Presenze e reti nei club
Statistiche aggiornate al 20 giugno 2025.
| Stagione              | Squadra               | Campionato            | Campionato | Campionato | Coppe nazionali | Coppe nazionali | Coppe nazionali | Coppe continentali | Coppe continentali | Coppe continentali | Altre coppe | Altre coppe | Altre coppe | Totale | Totale |
| Stagione              | Squadra               | Comp                  | Pres       | Reti       | Comp            | Pres            | Reti            | Comp               | Pres               | Reti               | Comp        | Pres        | Reti        | Pres   | Reti   |
| --------------------- | --------------------- | --------------------- | ---------- | ---------- | --------------- | --------------- | --------------- | ------------------ | ------------------ | ------------------ | ----------- | ----------- | ----------- | ------ | ------ |
| 2019                  | Deportivo Lara        | PD                    | 1          | 0          | CV              | 0               | 0               | -                  | -                  | -                  | -           | -           | -           | 1      | 0      |
| 2020                  | Deportivo Lara        | PD                    | 16         | 0          | CV              | 0               | 0               | -                  | -                  | -                  | -           | -           | -           | 16     | 0      |
| 2021                  | Deportivo Lara        | PD                    | 31         | 3          | CV              | 0               | 0               | CL                 | 2                  | 0                  | -           | -           | -           | 33     | 3      |
| gen.-ago. 2022        | Deportivo Lara        | PD                    | 10         | 3          | CV              | 0               | 0               | CL                 | 2                  | 0                  | -           | -           | -           | 12     | 3      |
| Totale Deportivo Lara | Totale Deportivo Lara | Totale Deportivo Lara | 58         | 6          |                 | 0               | 0               |                    | 4                  | 0                  |             | -           | -           | 62     | 6      |
| 2022-2023             | Sampdoria             | A                     | 1          | 0          | CI              | 0               | 0               | -                  | -                  | -                  | -           | -           | -           | 1      | 0      |
| 2023-2024             | Casa Pia              | PL                    | 16         | 0          | CP+CdL          | 1+0             | 0               | -                  | -                  | -                  | -           | -           | -           | 17     | 0      |
| 2024-gen. 2025        | Casa Pia              | PL                    | 15         | 2          | CP+CdL          | 0               | 0               | -                  | -                  | -                  | -           | -           | -           | 15     | 2      |
| Totale Casa Pia       | Totale Casa Pia       | Totale Casa Pia       | 31         | 2          |                 | 1               | 0               |                    | -                  | -                  |             | -           | -           | 32     | 2      |
| 2025                  | Inter Miami           | MLS                   | 18         | 7          | -               | -               | -               | CCC                | 8                  | 0                  | Cmc+LC      | 2+2         | 1+2         | 30     | 10     |
| Totale carriera       | Totale carriera       | Totale carriera       | 108        | 15         |                 | 1               | 0               |                    | 12                 | 0                  |             | 4           | 3           | 125    | 18     |

### Cronologia presenze e reti in nazionale
| Cronologia completa delle presenze e delle reti in nazionale ― Venezuela | Cronologia completa delle presenze e delle reti in nazionale ― Venezuela | Cronologia completa delle presenze e delle reti in nazionale ― Venezuela | Cronologia completa delle presenze e delle reti in nazionale ― Venezuela | Cronologia completa delle presenze e delle reti in nazionale ― Venezuela | Cronologia completa delle presenze e delle reti in nazionale ― Venezuela | Cronologia completa delle presenze e delle reti in nazionale ― Venezuela | Cronologia completa delle presenze e delle reti in nazionale ― Venezuela |
| Data                                                                     | Città                                                                    | In casa                                                                  | Risultato                                                                | Ospiti                                                                   | Competizione                                                             | Reti                                                                     | Note                                                                     |
| ------------------------------------------------------------------------ | ------------------------------------------------------------------------ | ------------------------------------------------------------------------ | ------------------------------------------------------------------------ | ------------------------------------------------------------------------ | ------------------------------------------------------------------------ | ------------------------------------------------------------------------ | ------------------------------------------------------------------------ |
| 28-1-2022                                                                | Barinas                                                                  | Venezuela                                                                | 4 – 1                                                                    | Bolivia                                                                  | Qual. Mondiali 2022                                                      | -                                                                        | 85’                                                                      |
| 28-3-2023                                                                | Gedda                                                                    | Uzbekistan                                                               | 1 – 1                                                                    | Venezuela                                                                | Amichevole                                                               | -                                                                        | 55’                                                                      |
| 30-6-2024                                                                | Austin                                                                   | Giamaica                                                                 | 0 – 3                                                                    | Venezuela                                                                | Coppa America 2024 - 1º turno                                            | -                                                                        | 74’                                                                      |
| 5-9-2024                                                                 | El Alto                                                                  | Bolivia                                                                  | 4 – 0                                                                    | Venezuela                                                                | Qual. Mondiali 2026                                                      | -                                                                        |                                                                          |
| 10-9-2024                                                                | Maturín                                                                  | Venezuela                                                                | 0 – 0                                                                    | Uruguay                                                                  | Qual. Mondiali 2026                                                      | -                                                                        | 59’                                                                      |
| 15-10-2024                                                               | Asunción                                                                 | Paraguay                                                                 | 2 – 1                                                                    | Venezuela                                                                | Qual. Mondiali 2026                                                      | -                                                                        | 80’                                                                      |
| 14-11-2024                                                               | Maturin                                                                  | Venezuela                                                                | 1 – 1                                                                    | Brasile                                                                  | Qual. Mondiali 2026                                                      | 1                                                                        | 46’ 86’                                                                  |
| 19-11-2024                                                               | Santiago del Cile                                                        | Cile                                                                     | 4 – 2                                                                    | Venezuela                                                                | Qual. Mondiali 2026                                                      | -                                                                        |                                                                          |
| 21-3-2025                                                                | Quito                                                                    | Ecuador                                                                  | 2 – 1                                                                    | Venezuela                                                                | Qual. Mondiali 2026                                                      | -                                                                        | 61’                                                                      |
| 25-3-2025                                                                | Maturín                                                                  | Venezuela                                                                | 1 – 0                                                                    | Perù                                                                     | Qual. Mondiali 2026                                                      | -                                                                        | 52’                                                                      |
| 6-6-2025                                                                 | Maturín                                                                  | Venezuela                                                                | 2 – 0                                                                    | Bolivia                                                                  | Qual. Mondiali 2026                                                      | -                                                                        | 76’                                                                      |
| 10-6-2025                                                                | Montevideo                                                               | Uruguay                                                                  | 2 – 0                                                                    | Venezuela                                                                | Qual. Mondiali 2026                                                      | -                                                                        | 58’ 90+1’                                                                |
| Totale                                                                   |                                                                          | Presenze                                                                 | 12                                                                       |                                                                          | Reti                                                                     | 1                                                                        |                                                                          |